# 七出三不去
七出三不去是在中國及東亞部份地區古代的法律、禮制和習俗中，規定夫妻離婚時所要具備的條件和限制，當妻子符合七出（又称七去、七弃）中的一種條件時，丈夫及其家族便可以要求休妻（即離婚），若符合三不去（又称三不出）中的一个条件，则不得休妻。出妻或休妻是逼迫妻子離婚的意思，《孟子·离娄下》：“出妻屏子，终身不养焉。”。孟子本人即出妻，《荀子·解蔽》：“孟子恶败而出妻，可谓能自彊矣。”杨倞注：“孟子恶其败德而出其妻。”
從其內容來看，七出主要是站在丈夫及其家族的角度並考量其利益，因此可說是對於妻子的一種壓迫，但另一方面在男性處於優勢地位的古代社會中，也使女性最低限度地免於任意被夫家拋棄的命運。一般而言，妻子若合乎於七出的條件時，依照禮制及法律，丈夫便可以要求休妻，但七出所包涵的範圍甚廣，可資夫家利用為藉口的可能甚大，因此又訂立了三不去，用以保障妻子不被任意休掉。

## 內容
七出一詞要到唐代以後才正式出現，但其內容則完全源自於漢代記載於《大戴礼记》的「七去」。七去的內容如下：
"婦有七去：不順父母去、無子女去、淫去、妒去、有惡疾去、多言去、竊盜去。不順父母去，為其逆德也；無子，為其絕世也；淫，為其亂族也；妒，為其亂家也；有惡疾，為其不可與共粢盛也；口多言，為其離親也；盜竊，為其反義也。
婦有三不去：有所取無所歸不去；與更三年喪不去；前貧賤後富貴不去。"
第一、「不順父母」：亦即妻子不孝順丈夫的父母。大戴禮中所說的理由是「逆德」，在傳統中國，女性出嫁之後，丈夫的父母的重要性更勝過自身父母，因此違背孝順的道德被認為是很嚴重的事。
第二、「無子」：亦即妻子生不出兒子或女兒來，理由是「絕世」，在傳統中國，家族的延續被認為是婚姻最重要的目的，因此妻子無法生出兒子來便使得這段婚姻失去意義。以《唐律》為例：妻年五十以上無子，聽立庶以長。疏議據此認為四十九以下無子，未合出之。隨傳統中國「一夫一妻多妾制」的逐漸成熟，真正是以無子的原因而休妻的情形大為減少。 
第三、「淫」：亦即妻子與丈夫之外的男性發生性關係。理由是「亂族」，也就是因為淫會造成妻所生之子女來路或輩分不明，造成家族血緣的混亂。
第四、「妒」：指妻子好忌妒。理由是「亂家」，亦即認為妻子的兇悍忌妒會造成家庭不和，以及「夫為妻綱」這樣的理想夫妻關係的混亂，而許多看法中，更認為妻子對丈夫納妾的忌嫉有害於家族的延續。
第五、「有惡疾」：指妻子患了嚴重的疾病。理由是「不可共粢盛」，是指不能一起參與祭祀，在傳統中國，參與祖先祭祀是每個家族成員重要的職責，因此妻有惡疾所造成夫家的不便雖然必定不只是祭祀，但仍以此為主要的理由。
第六、「口多言」：指妻子太多話或說別人閒話。理由是「離親」，在傳統中國家庭中，女性尤其是輩分低的女性，被認為不應當多表示意見，而妻子作為一個從原本家族外進來的成員，多話就被認為有離間家族和睦的可能。
第七、「竊盜」：即偷東西。理由是「反義」，即不合乎應守的規矩。
七出内容与之类似，包括：無子、淫佚、不事舅姑、口舌、盗窃、妒忌、恶疾。
整體來看，七出和七去的內容大多是以夫家整體家庭家族的利益為考量，凡是因為妻子的行為或身體狀況，不能符合於這個考量，夫家或丈夫就可以提出離婚。相較而言，妻子要主動提出離婚的義絕，條件就嚴苛得多了。
三不去包括：一、「有所娶無所歸」：指妻子無娘家可歸；二、「與更三年喪」：指妻子曾替家翁姑服喪三年的；三、「糟糠之妻不可棄」：指丈夫娶妻時貧賤，但後來富貴的。

## 歷史發展
“七出”和“三不去”最早見於漢代成書的《大戴禮記·本命》中，可能部分反映周朝的婚姻制度以及當時儒者心目中的理想狀態。
在漢代，雖然在禮制中已經有了「七去」的說法，也成為一般人休妻的重要準則，文獻中記載的離婚例子，大多以七去為休妻的理由，但一直未成為具有強制性的規定，因此不按照七出原則而離婚的例子仍經常出現，例如著名的外交軍事家班超，因為同僚說他沈溺於家室之樂，“拥爱妻，抱爱子，安乐外国，无内顾心”，就憤而休妻。
一直到唐代的《唐律》，才把七出列入法律規定之中，規定不符合七出或其他離婚理由包括義絕、和離、違律成婚等而離婚者為違律必須受罰，而其中僅有七出屬於是丈夫或夫家單方面要求的離婚。但唐代時，離婚的法律規定執行仍較不嚴格，私下有不甚合律的理由離婚也常不被干涉，法律主要是在離婚其中一方不服而興訴訟時，才由地方官員按律來作審判。 
三不去的規定，到了唐代正式列入《唐律》，其內容與《大戴禮記》類似，以作為七出規定相關規範，但指出「惡疾及姦者不在此列」，也就是說，妻子若符合七出中的惡疾及淫兩項，則不在三不去的保障範圍之內。另外，若有義絕的情形，法律規定雙方必須離婚，則三不去亦沒有保障。
到宋、元以後，離婚規定的實行逐漸變得更嚴格。宋代的士大夫，逐漸開始認為離婚對於家庭或個人來說，都是不名譽之事。因此雖然法律規定上仍延續唐律的規定，但實行上更加嚴格，婚姻契約（元代以後稱作休書）的使用雖始見於唐代，但在宋代才開始普遍實行，書契上需附離異原因，而到元代更要求休書必須交官府審驗。七出的法律規定被切實地實行。這種制度延續到清代。
隨著七出受重視，兼之宋元以降離婚契約（休書）普遍，三不去此法律規定遂逐漸嚴格執行，延續至明清時期。
傳統妻子的命运系于丈夫和公婆的喜怒之间。對於七出制度對女性不公的批判，白居易有诗云：“人生莫作妇人身，百年苦乐由他人。”明代的宋濂、清中葉的俞正燮等人都曾批判過，俞正燮寫了《節婦說》、《妒非女人惡德論》，但一直要到了清末民初，七出的制度才連同中国傳統婚姻制度一起受到許多知識分子廣為批判。但清末1909年參照西方法律所頒行的《大清現行刑律》中，仍保留了相應於七出的相關規定法律，而這部刑律中關於離婚的部分也一直延用到民國初年。一直到1930年國民政府所制定頒行的《民法親屬篇》中，關於離婚的規定才真正比較明顯脫離了傳統的七出觀念。

## 七出在古代中國婚姻上的作用及其限制
七出在古代中國，代表了一種在婚姻制度中，一方面防止婚姻任意被結束，但另一方面卻同時能保障丈夫及其家庭的利益的規定。這規定使得在婚姻關係中，妻子一方處於弱勢，丈夫一方能較主動地決定婚姻的延續與否。
但另一方面，對於傳統中國原本就處於弱勢，難以獨立生存於社會的妻子來說，七出的規定也最低限度地保障她不致於因丈夫個人的好惡喜好，而任意被拋棄。除此之外，在一些案例中，由於受到丈夫欺虐的妻子缺乏主動要求離婚的手段，同情妻子的地方官員，會以七出的法律來要求雙方離婚，使妻子能脫離惡夫。
此外，在傳統中國，七出這個規定有其限制，用以保障妻子不被輕易休棄，亦即《唐律》中所規定的三不去，也就是說在三種情形下，即使是妻子符合於七出的條件，丈夫也不能任意要求離婚，三不去是指妻子曾經幫舅姑服喪、娶妻時窮現在富有、以及「有所受無所歸」（應是指妻子的父母家族散亡，被休後可能無家可歸）
但除了另外則有義絕的規定，亦即規定在某些特定情況上，如《唐律》规定是若犯惡疾及姦者，即使妻子符合三不去的條件，丈夫仍可以要求休妻。否則，丈夫也會受到法律的懲處。

### 引用
1. ↑  《后汉书·班梁列传》
2. ↑  董家遵 著，卞恩才 整理：《中國古代婚姻史研究》（廣東人民出版社，1995），頁292。

### 书籍
- 陳東原：《中國婦女生活史》，台北：台灣商務出版社，1937。
- 董家遵：《中國古代婚史研究》，廣州：廣東人民出版社，1995。
- 蘇冰、魏林：《中國婚姻史》（繁體字版），台北：文津出版社，1993。